# Кіцорань
Кіцорань, Кіцорані (рум. Chițorani) — село у повіті Прахова в Румунії. Входить до складу комуни Буков.
Село розташоване на відстані 59 км на північ від Бухареста, 7 км на північний схід від Плоєшті, 85 км на південний схід від Брашова.

## Населення
За даними перепису населення 2002 року у селі проживали 1184 особи, з них 1180 осіб (99,7%) румунів. Усі жителі села рідною мовою назвали румунську.